# 新北市三峽區龍埔國民小學

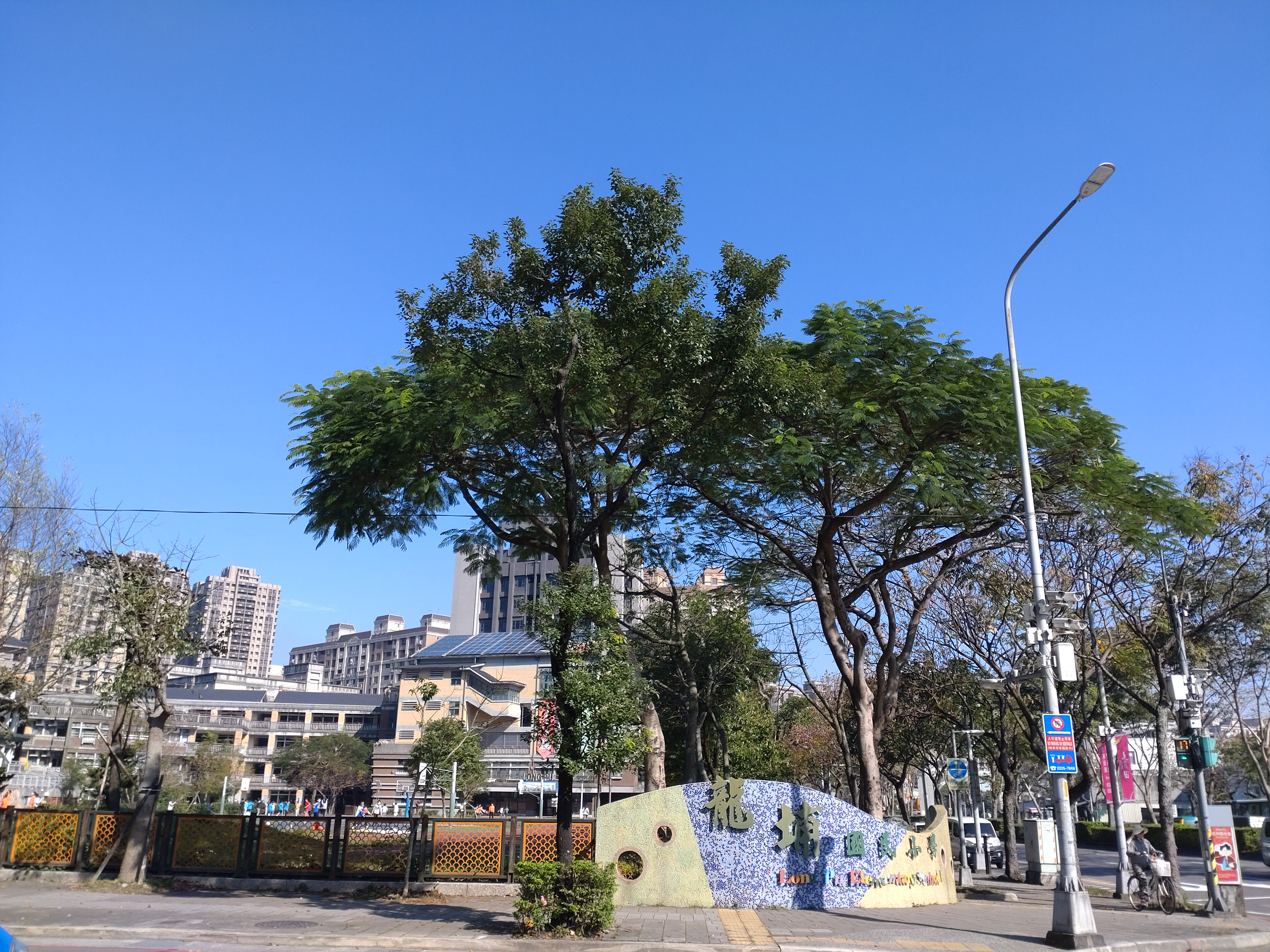
自大學路、三樹路口望向龍埔國小

新北市三峽區龍埔國民小學（Longpu Elementary School）前身為臺北縣三峽鎮龍埔國民小學，是一間位於新北市三峽區大學路、三樹路口的學校，創立於2008年。

## 歷史
臺北縣時期(2001年－2010年)
- 2001年3月29日，核定正式校名，命名為「臺北縣三峽鎮龍埔國民小學」。
- 2008年設立臺北縣三峽鎮龍埔國民小學籌備處。

新北市時期(2010年－)
- 2010年12月25日，因隨台北縣升格為新北市，更名為新北市三峽區龍埔國民小學籌備處。
- 2011學年度，招收第一屆低年級學生。
- 2011年，時任新北市長朱立倫宣布於本區成立「新北教育城」，推動以教育為核心的城市發展。
- 2012學年度全面招收1至6年級學生。
- 2012學年度經新北市政府核定為新生額滿學校及雙語實驗課程學校，並委託協辦新北市候用校長儲訓、英語教育、專業社群、電子書業務。

### 歷任校長
建校前：籌備處時期
- 2000年8月1日代管李進財至2004年4月10日
- 2004年4月10日代管及籌備張華基至2008年

建校後時期
- 2008年8月1日，林瑞昌先生為該校首任校長。
- 2016年8月1日，黃清海先生接任該校第2任校長[2]。

## 特殊事蹟
- 2013年電視劇兩個爸爸拍攝地點。

## 外部連結
- 新北市三峽區龍埔國民小學 （页面存档备份，存于）
- 影集「2個爸爸」引爆　意外讓三峽學區房火上加油！